# Literatura LGBT de Colombia

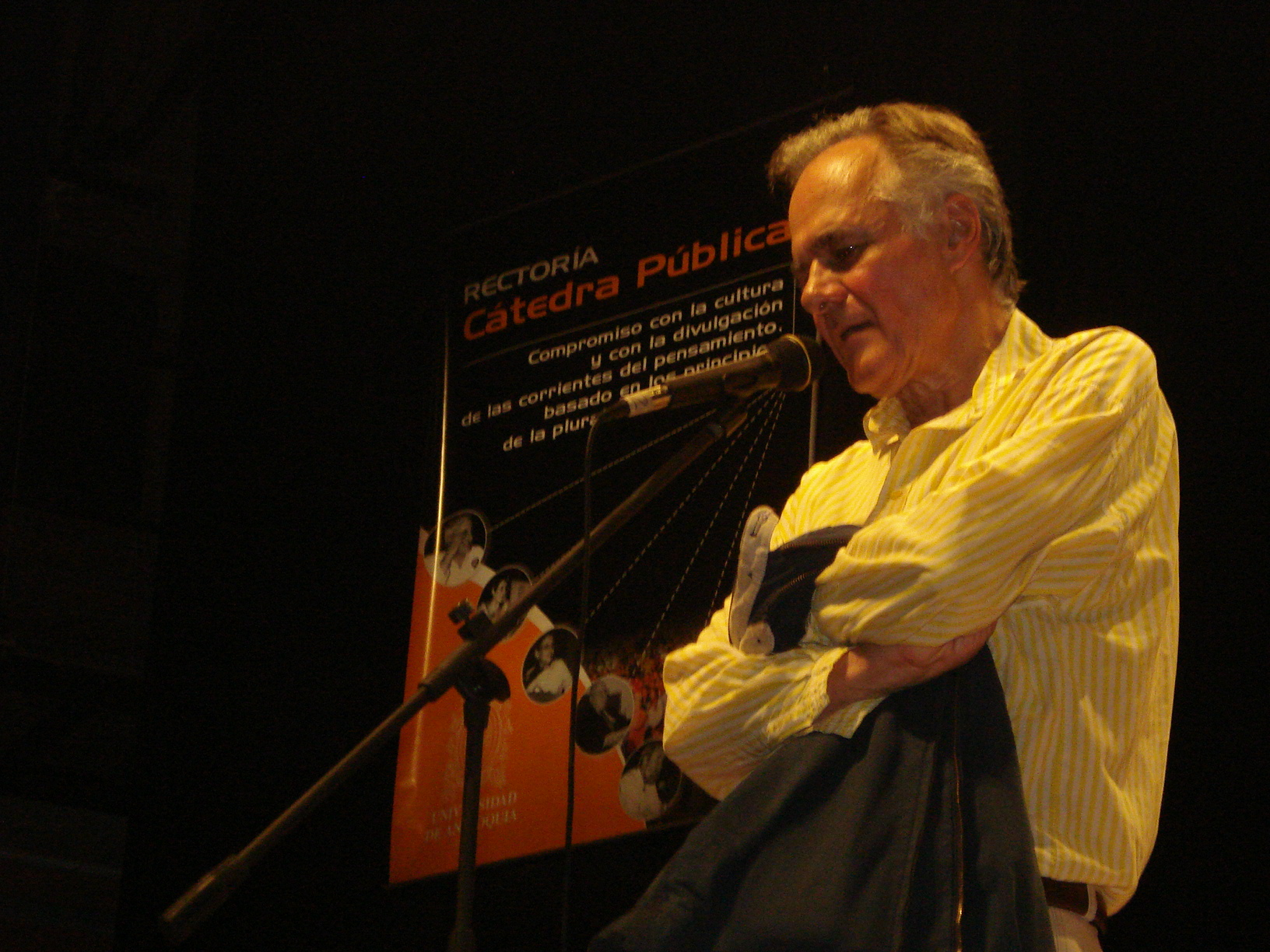
Fernando Vallejo ha tratado en distintas obras la temática LGBT.

La literatura LGBT de Colombia, entendida como literatura escrita por autores colombianos que involucre tramas, temáticas o personajes que formen parte o estén relacionadas con la diversidad sexual, cuenta con una tradición que se remonta a las primeras décadas del siglo XX, específicamente a la poesía homoerótica de Porfirio Barba Jacob. La primera novela abiertamente homosexual colombiana, Por los caminos de Sodoma, llegaría en 1932, de la mano de Bernardo Arias Trujillo.
En décadas posteriores, entre los autores que han tratado la temática LGBT se cuentan a personalidades como Fernando Vallejo, con obras como La virgen de los sicarios y El Desbarrancadero, y Efraim Medina Reyes con Técnicas de masturbación entre Batman y Robin, quienes han tenido una gran aceptación por parte de los lectores y de la crítica, no sólo en el país sino también internacionalmente. Los géneros literarios más frecuentes han sido en cuento y la novela, y predominan los autores masculinos sobre los femeninos. El reflejo de las vivencias homosexuales son variadas y están condicionadas por los condicionantes geográficos, profesionales y sociales de sus protagonistas. Se pueden encontrar también distintas perspectivas:

Posturas radicales, crímenes de odio en Cali, tema tabú en Manizales, y actitudes políticamente correctas en Bogotá.

Por su parte, Balderston (2007) ha destacado los elementos más “trasgresores, lúdicos y eróticos” en la obra de Porfirio Barba Jacob, Raúl Gómez Jattin, Fernando Molano Vargas, Gabriel García Márquez, Marvel Moreno, Alonso Sánchez Baute y el propio Fernando Vallejo.
Entre noviembre de 1997 y junio de 1998 se publicó la revista Acento, la primera dedicada exclusivamente a un público homosexual. Estaba dirigida por su promotor, Fernando Toledo, y desapareció después de ocho números por la ausencia de anunciantes publicitarios que fueran capaces de mantenerla, pese a que fue un éxito de suscripciones y ventas.

## Narrativa

### SigloXX
La primera novela colombiana de temática abiertamente LGBT fue Por los caminos de Sodoma: confesiones íntimas de un homosexual, publicada en 1932 en Buenos Aires por Bernardo Arias Trujillo. Arias publicó la novela bajo el seudónimo de Sir. Edgar Dixon, y aunque en su época la obra fue rechazada debido a su temática, en la actualidad es considerada un hito en la literatura LGBT latinoamericana.
Tras Por los caminos de Sodoma, la siguiente obra narrativa colombiana en incluir un personaje LGBT fue La hojarasca (1953), novela debut de Gabriel García Márquez. En la obra, el personaje del niño muestra un deseo homoerótico hacia su amigo Abraham, con quien pasa gran parte de su tiempo libre. Académicos como el estadounidense Daniel Balderston han señalado en particular el final del capítulo cuatro para sustentar esta lectura, que Balderston describe como una «franca escena de deseo homoerótico» y donde el niño señala, al pensar en el cuerpo desnudo de Abraham:

Quiero ir solo con Abraham, para verle el brillo del vientre cuando se zambulle y vuelve a surgir como un pez metálico. Toda la noche he deseado regresar con él, solo por la oscuridad del túnel verde, para rozarle el muslo cuando caminemos. Siempre que lo hago siento como si alguien me mordiera con unos mordiscos suaves, que me erizan la piel.

En décadas posteriores se puede mencionar a Te quiero mucho, poquito, nada de Félix Ángel, novela publicada en 1975 y rápidamente retirada de las librerías por su carácter atrevido y transgresor.
En 1985 se publicó la novela El divino de Gustavo Álvarez Gardeazábal, que tuvo gran repercusión por tratar sobre asuntos tan delicados como el narcotráfico y la homosexualidad, y fue llevada al formato de telenovela por Caracol Televisión. Aparte de su obra narrativa, Álvarez Gardeazábal ha sido en su actividad periodística y civil un señalado defensor de los derechos de los gais en Colombia.
El autor cuya obra ha tratado de forma reiterada y con mayor calidad literaria la homosexualidad ha sido Fernando Vallejo, cuyas novelas tienen una trascendencia que supera las fronteras colombianas y alcanza a todo el ámbito de la literatura en lengua castellana.
En la década de 1990 también apareció el autor Fernando Molano, quien publicó las obras Un beso de Dick (1992) Todas mis cosas en tus bolsillos (1997) y Vista desde una acera (2012).

### SigloXXI
En el siglo XXI destacan  autores como Alonso Sánchez Baute (Al diablo la maldita primavera, 2003), César Alzate Vargas (novelas La ciudad de todos los adioses, 2001; Mártires del deseo, 2007, y La familia perfecta, 2014, y algunos cuentos del volumen Medellinenses, 2009),  José María Vargas Vila (La conquista de Bizancio), Gonzalo García Valdivieso por su autobiografía Los putos castos. Memorias inconfesables de un doble deseo (2011) Laura Restrepo (Delirio, 2004), Jorge Franco (Melodrama, 2006) o el barranquillero Jaime Manrique Ardila (autor de novelas, poemarios y libros de cuentos), quien fue considerado por The Washington Post el mejor escritor gay latino de su generación.

La primera novela de Manuel Valdivieso Los hombres no van juntos a cine (2014) trata sobre una relación amorosa entre dos adolescentes en Cúcuta, ciudad natal del autor, en la que describe la intolerancia producida por una cultura paramilitar y de narcotraficantes.

## Poesía

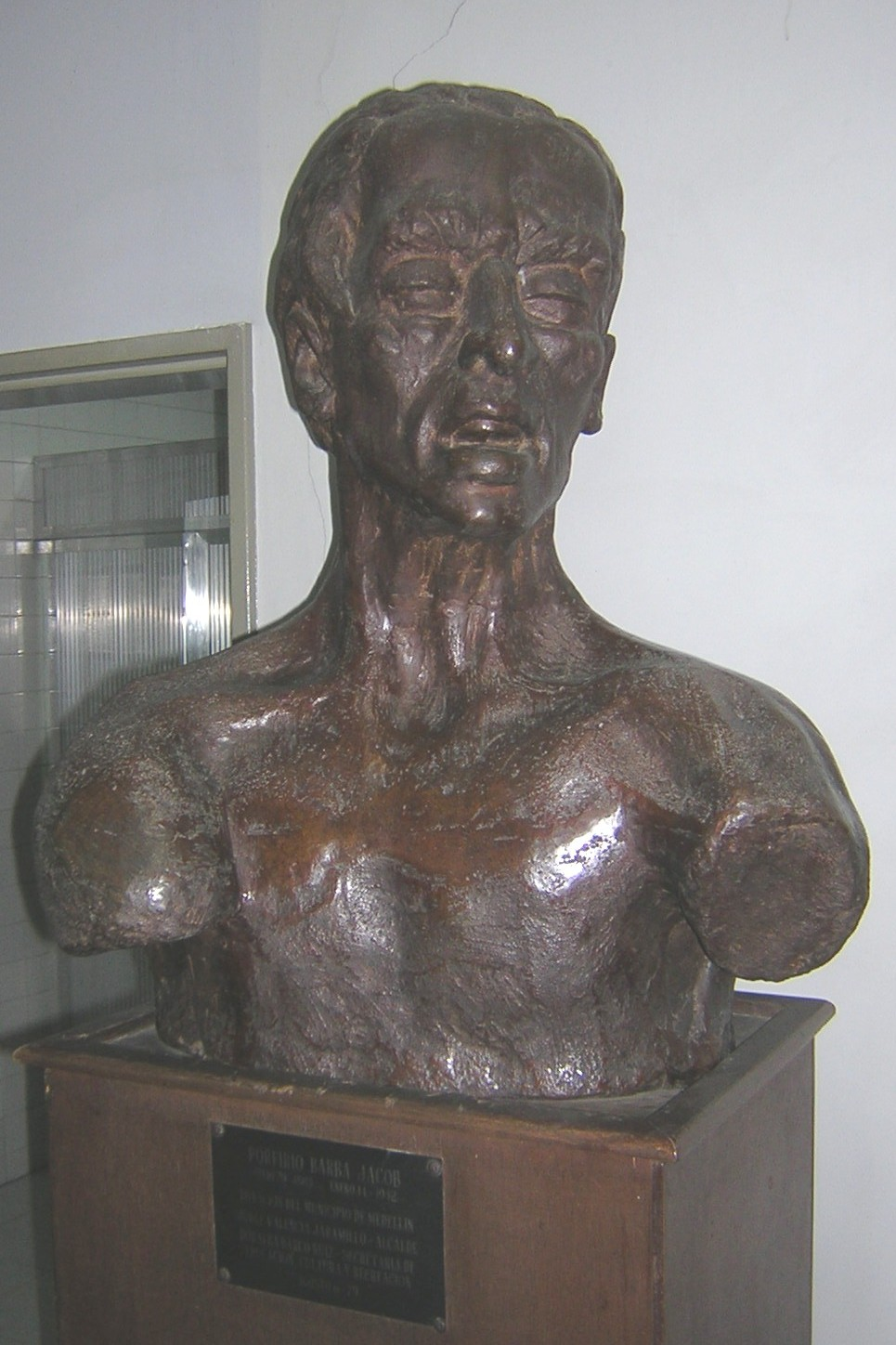
Busto de Porfirio Barba Jacob.

El poeta Porfirio Barba Jacob vivió abiertamente su homosexualidad y cantó al amor entre hombres en muchos de sus poemas, muchos de ellos escritos en su exilio fuera de Colombia, país donde siempre tuvo muchos seguidores y gran influencia. El escritor Fernando Vallejo noveló su biografía. El poeta Bernardo Arias Trujillo escribió el poema «Roby Nelson», donde canta la belleza de un muchacho argentino. Este poema se hizo muy popular y todavía hoy es un referente de la literatura homosexual no solo colombiana, sino latinoamericana.
Entre los poetas más modernos, destacan las figuras de Raúl Gómez Jattin o John Better. Sobre Gómez Jattin, el poeta español Luis Antonio de Villena ha escrito:

Poeta maldito en todos los sentidos, pero de expresión poderosa y nítida.

## Teatro
La prolífica obra del dramaturgo antioqueño José Manuel Freidel aborda repetidamente la temática homosexual. Entre sus piezas, destaca el monólogo ¡Ay! ¡Días Chiqui (1987), en el que denuncia la violencia sobre los travestis. Freidel murió asesinado en 1990.